# Chahpouhr de Reyy
Chahpouhr de Reyy est un général iranien, membre de la maison des Mihrān, qui fut marzban d'Arménie pour les Sassanides de 483 à 484.

## Biographie
En 483, le roi sassanide Péroz Ier subit deux révoltes, l'une en Géorgie, l'autre en Arménie. Il charge Zarmihr Karen de soumettre l'Arménie, lequel obtient de maigres succès, sans pouvoir mettre fin aux agissements des insurgés, conduits par Vahan Mamikonian. Zarmihr Karen a notamment réussi à capturer les épouses de Nersèh et de Hrahat Kamsarakan. Puis il reçoit l'ordre de combattre Vakhtang Ier Gorgasali, roi d'Ibérie (en Géorgie), et est remplacé en Arménie par Chahpouhr de Reyy.
Plutôt que d'imposer la force militaire, Chahpouhr de Reyy tente d'obtenir le ralliement des Arméniens par une politique de concessions. Il traite les princesses Kamsarakan avec égards et tente d'obtenir le ralliement de leur mari par leur intermédiaire, mais sans succès. Mais il doit envoyer des troupes pour soumettre Vahan Mamikonian qui continue à mener une guérilla.
Pendant ce temps, Péroz Ier est tué lors d'une bataille contre les Hephtalites. Chahpouhr de Reyy et Zarmihr Karen quittent respectivement l'Arménie et la Géorgie et retournent à Ctésiphon, pour participer à la défense de l'Empire perse et à l'élection du nouveau roi. Ce dernier, Valash, menacé par les Hephtalites, ne peut plus songer à soumettre l'Arménie et envoie un dignitaire, Nikhor Vechnaspdat, qui accorde la liberté religieuse et l'autonomie politique à l'Arménie, et nomme Vahan Mamikonian comme le nouveau marzban.